# 松平健
松平 健（まつだいら けん、1953年〈昭和28年〉11月28日 - ）は、日本の俳優、歌手、声優、タレント、司会者、YouTuber。本名、鈴木 末七（すずき すえしち）。
愛知県豊橋市出身。三喜プロモーション所属。

## 来歴・人物

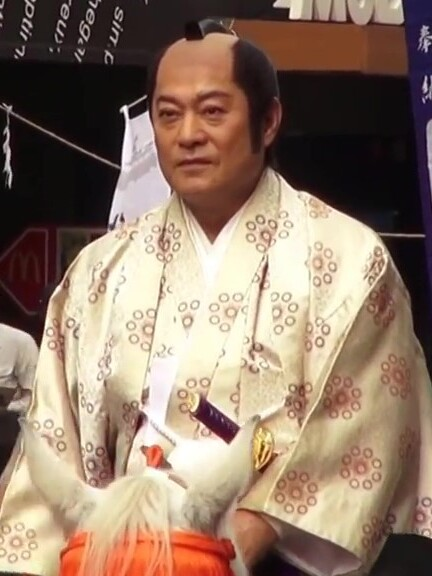
2016年9月17日、赤坂氷川神社の例大祭にて

大工の棟梁だった父と、大酒飲みの夫を内職などで支える母のもと、7人兄姉の末っ子として生まれる。豊橋市立旭小学校、豊橋市立青陵中学校卒業。愛知県立豊橋工業高等学校（現・愛知県立豊橋工科高等学校）を中退後、寿司店で働く。その後、石原裕次郎に憧れて俳優を志し、1970年（昭和45年）に上京。石原プロモーションに入社を直訴するもかなわず、宝映テレビプロダクション養成所を経て、劇団フジに入団。舞台の主演を務めるようになる。当初、1971年（昭和46年）の初舞台作品『兄嫁』での自分の役名でもあった松本二郎を芸名として名乗り、同僚に稲川淳二がいた（稲川が上京直後でデビュー前の松平健に東京中を案内して回ったこともある）。デビューは1972年（昭和47年）のテレビドラマ『マドモアゼル通り』で、この時期に松平健に改名した。芸名を名付けたのはこのマドモアゼル通りの監督をしていた浅野正雄で、当時1972年のミュンヘンオリンピックのバレーボール日本代表監督としてチームを金メダルに導いた松平康隆と、高倉健に由来していると言われている。この当時『ウルトラマンタロウ』のオーディションを受けるも、最終選考で落選。
1974年（昭和49年）に勝新太郎が主宰する勝プロダクションに入り、勝の付き人を経験する傍ら、1975年（昭和50年）に勝主演の『座頭市物語』に出演した。1976年（昭和51年）に昼ドラマ『人間の條件』（フジテレビ系）において、初の主人公・梶役を演じた。
1978年（昭和53年）に『暴れん坊将軍』（テレビ朝日系）の主役徳川吉宗に抜擢される。同作は2008年（平成20年）まで放送回数832回を数える長寿番組となり、時代劇スターとして認知され、彼の代表作となった。前後して出演した大河ドラマ（NHK総合）の『草燃える』では北条義時、『峠の群像』では石野七郎次、『元禄繚乱』では色部又四郎、『利家とまつ』では柴田勝家、『義経』では武蔵坊弁慶、『おんな城主 直虎』では武田信玄、『鎌倉殿の13人』では平清盛を演じており、同ドラマの常連俳優のひとりである。徳川吉宗や上記以外にも高杉晋作・斎藤道三・大友宗麟・大石内蔵助・遠山景元・徳川家康など歴史上の人物をドラマ化したもので出演している。
1980年（昭和55年）には、自身初となる刑事ドラマ『走れ!熱血刑事』（テレビ朝日系）にて主演。
2004年（平成16年）6月には『新説!歴史将軍』（フジテレビ系）にて、バラエティ番組の初司会を務めた。同年夏、舞台公演の終わりに華美な衣装で熱唱する「マツケンサンバ」のパフォーマンスが、芸能マスコミから注目を浴びた。それまで同曲のCDは公演会場でのみ売られていたが、この評判を受け「マツケンサンバII」が7月7日に全国発売され、松平の愛称として『マツケン』という呼称が浸透するようになる。「マツケンサンバII」はオリコンシングル部門で初登場17位を記録（最高位は3位）。8月の『神宮外苑花火大会』では歌と踊りを披露し、秋には宝塚歌劇団の運動会の入場行進でも踊られた。12月31日の『第55回NHK紅白歌合戦』（NHK総合・ラジオ第1、#NHK紅白歌合戦出場歴参照）及び『第46回日本レコード大賞』（TBSテレビ・ラジオ）に「マツケンサンバII」では、両者ともに出場したすべての男性歌手で最も高い視聴率を記録した。以後、2006年まで「マツケンサンバ」がブームとなり、2004 - 2005年にTBS系列で放送されたドラマ『3年B組金八先生(第7シリーズ)』の劇中においても、生徒役の俳優が着ぐるみを着て「マツケンサンバII」を流して踊りながら商店街を駆け抜けるシーンが採用されたほど、当時の小中学生にも広く浸透し、大ブレイクした。
2005年（平成17年）2月19日、ニューヨーク・タイムズ紙に日本での「マツケンサンバII」ブームに関する記事が、松平のコメントつきで掲載された。3月8日には東京ドームでマツケンサンバのコンサートも行い、南原清隆や香取慎吾（“カツケン”名義）と共演した。4月から『バニラ気分!』内で『マツケン・今ちゃん・オセロのGO!GO!サタ』で、バラエティ番組にも本格的に進出した。8月、地元・豊橋市の「豊橋ふるさと大使」に就任。9月14日には「マツケンサンバII」の続編に当たる「マツケンサンバIII」が発売され、初登場オリコンシングル部門17位を記録。17日には出身地の愛知県で開催された愛・地球博（愛知万博）の長久手会場内（愛・地球広場）で、「マツケンサンバIII」を披露、10,000人の観客は総立ちとなった。12月31日には『年忘れにっぽんの歌』に出演し、20分間にわたって『マツケンサンバI・II・III』をメドレーで熱唱した。
2006年（平成18年）に『マツケンのAWA踊り』を発売。振付はパパイヤ鈴木が担当。豊橋まつりで豊橋発祥のええじゃないかをテーマにした「マツケンのええじゃないか」を豊橋球場で披露、約1万人を集める。
2007年（平成19年）5月18日、ナゴヤドームの中日ドラゴンズ - 読売ジャイアンツ戦で始球式を務めた。7月に秋元康とのコラボレーションによるシングル「マツケン・パラパラ」を“KEN MATSUDAIRA”名義で発売。今回は、その名の通りパラパラがテーマ。熱い夏を吹き飛ばすアッパー系のナンバーで、松平は長髪のウィッグにゴージャスな白いスーツという姿で、パラパラの振り付けにも果敢に挑戦した。
2008年（平成20年）4月に、地元中日ドラゴンズの応援歌「燃えよドラゴンズ! 2008」を熱唱。「暴れん坊将軍」にちなみ、2008年版の歌詞には「天下を取る」など勇ましいフレーズが含まれている。カップリング曲として新曲「マツケン燃えドラ盆おどり」も収録。「マツケンサンバII」の振付師、真島茂樹が振り付けを担当し、ナゴヤドームで観客が一緒になって踊れるような曲となっている。4月12日付のオリコンデイリーランクで10位になった。同年、自らがプロデュースしている美人美脚ユニット「Luxis」をデビューさせ、プロデューサーとしても活動している。
2012年（平成24年）10月より、政府広報が展開する、悪質商法などの「高齢者の消費者トラブル」防止に関する啓発をするイメージキャラクター未然奉行に就任した。
11月、自らプロデュースするカレー「マツケンカレー」を発売。11月1日に東京都内にて発売記念イベントが行われた。
2015年（平成27年）より愛知県が展開している観光PRキャンペーン「モノスゴ愛知でマツケン」のキャンペーンキャラクターを務めており、同キャンペーンのサイトで公開されている動画「こちらマツケン。こちら愛知県」にも出演している（年度ごとにバージョンが変わる）。
2021年（令和3年）11月19日、第72回NHK紅白歌合戦（NHK総合・ラジオ第1）に”カラフル”特別企画で出場することが発表された（2004年以来17年ぶり2回目の出場）。
演劇『風と共に去りぬ』の縁で1990年（平成2年）に大地真央と結婚したが、2003年（平成15年）に離婚。その後、2005年（平成17年）10月12日に14歳年下の元タレント・女優の松本友里と再婚。2006年（平成18年）10月31日に長男が誕生した。しかし2010年（平成22年）11月15日、松本が自宅で自殺。ショックを受けながらも、松平は千秋楽まで舞台を務めた。2015年7月、40歳代の一般人女性と再々婚。

## その他
- 『太陽にほえろ!』の新人刑事役の候補者の一人であった[17]。

## 出演歴

### 映画
- 風立ちぬ（1976年、東宝） - 大浦茂春
- ストロベリー・ロード（原作・石川好、1991年、東宝） - 主演・石井久 役 ※婚約中だった大地真央も特別出演
- 石井のおとうさんありがとう（2004年、現代ぷろだくしょん） - 主演・石井十次
- バルトの楽園（2006年、東映） - 主演・松江豊寿
- MAMAN ママーン（2006年） - 主演・樫原健人（DJケント）
- クジラ 極道の食卓（2009年） - 主演・濁組組長 久慈雷蔵
- 劇場版TRICK 霊能力者バトルロイヤル（2010年、東宝） - 鈴木玲一郎
- 劇場版 仮面ライダーオーズ WONDERFUL 将軍と21のコアメダル（2011年、東映） - 徳川吉宗
- あさひるばん（2013年、松竹） - 野沢七郎
- 真田十勇士（2016年） - 徳川家康
- 浅草・筑波の喜久次郎〜浅草六区を創った筑波人〜（2016年） - 主演・山田喜久次郎
- 武蔵 -むさし-（2019年） - 佐々木小次郎[18]
- 小河ドラマ 徳川☆家康 劇場版（2021年3月27日 - 4月2日、※ユーロスペースにて特別上映） - 白川新太郎
- 逃走中 THE MOVIE:TOKYO MISSION（2024年、東映） - K[19]

### テレビ

#### テレビドラマ
- 剣客商売（1973年、フジテレビ・俳優座・東宝）
  - 第15話「信濃の老虎」
  - 第19話「忘れた顔」 - 南部藩士
- 戦国ロック はぐれ牙 4話「はぐれ牙の影を砕け」（1973年、フジテレビ・C.A.L）
- 太陽にほえろ! 81話「おやじバンザイ」（1973年、日本テレビ・東宝） - 小野
- 幡随院長兵衛お待ちなせえ 6話「父娘を結ぶ琴の糸」（1974年、毎日放送・俳優座・東宝）
- 日本沈没 第1話「飛び散る海」クレジットなし（1974年、TBS/東宝映像）
- 座頭市物語 第23話「心中あいや節」（1975年、フジテレビ・勝プロ）
- 人間の條件（1976年、フジテレビ） - 主演・梶
- 夫婦旅日記 さらば浪人 20話「神かくしの村」（1976年、フジテレビ・勝プロ）
- 同心部屋御用帳 江戸の旋風II 第17話「五年目の千鳥橋」（1976年、フジテレビ・東宝）
- 新・座頭市 第1シリーズ 13話「母の涙に市が走った」（1976年、フジテレビ・勝プロ）
- 大河ドラマ（NHK総合）
  - 花神（1977年） - 時山直八
  - 草燃える（1979年） - 北条義時
  - 峠の群像（1982年） - 石野七郎次（架空の人物）
  - 元禄繚乱（1999年） - 色部又四郎
  - 利家とまつ〜加賀百万石物語〜（2002年） - 柴田勝家
  - 義経（2005年） - 武蔵坊弁慶
  - おんな城主 直虎（2017年） - 武田信玄[20]
  - 鎌倉殿の13人（2022年） - 平清盛
- 俺たちの朝 18話「初恋の人とろうけつ染とカアコの御主人」（1977年2月20日、日本テレビ・東宝） - 高岡
- 華麗なる刑事 5話「銃弾の男よ!妹の声を聞け」（1977年5月、フジテレビ・東宝） - 矢島（兄）
- 暴れん坊将軍（1978年 - 2003年、テレビ朝日・東映） - 主演・徳川吉宗（徳田新之助）
  - 時代劇スペシャル 暴れん坊将軍（2004年）
  - ドラマスペシャル 暴れん坊将軍（2008年12月29日）
  - 新・暴れん坊将軍（2025年1月4日）[21]
- 赤穂浪士（1979年、テレビ朝日・中村プロ・東映） - 播州赤穂藩主・浅野内匠頭
- 額田女王（1980年、朝日放送・松竹） - 大海人皇子
- 走れ!熱血刑事（1980年、テレビ朝日）
- 時代劇スペシャル （フジテレビ）
  - 八幡鳩九郎（1981年、勝プロ） - 主演・八幡鳩九郎
  - 松本清張の西海道談綺（1983年、テレビ西日本・国際放映・霧プロ） - 主演・恵之助
- 野風の笛 鬼の剣 松平忠輝 天下を斬る!（1987年、日本テレビ・ユニオン映画） - 主演・松平忠輝
- 奇兵隊（1989年、日本テレビ・ユニオン映画） - 主演・高杉晋作
- 風流太平記「密命」（1990年、日本テレビ・ユニオン映画） - 主演・花田万三郎
- 新春時代劇スペシャル（テレビ朝日・東映）
  - 戦国乱世の暴れん坊 齋藤道三 怒涛の天下取り（1991年） - 主演・齋藤道三
  - 弁慶 怪力無双の荒法師! （1997年） - 主演・武蔵坊弁慶
- 平清盛（1992年、TBS・東映・TBS大型時代劇スペシャル） - 主演・平清盛
- 運命峠（1993年、フジテレビ） - 主演・秋月六郎太
- こちら禅寺探偵局・和尚法元の殺人説法・姿なき炎の犯罪トリックを解く!（1993年、テレビ朝日系）
- 元禄太平記 忠臣蔵討入りの助っ人たち（1995年、テレビ朝日） - 主演・信花兵庫
- 事件・市民の判決（1996年、TX）
- 鞍馬天狗（2001年、フジテレビ・金曜エンタテイメント） - 主演・鞍馬天狗
- 麻婆豆腐の女房（2003年・NHK総合・月曜ドラマシリーズ） - 山根元晴
- 夜桜お染（2003年、フジテレビ・映像京都） - 鵜飼平八郎
- 早乙女千春の添乗報告書「奥飛騨・下呂湯けむりツアー殺人事件」（2003年、TBS・月曜ミステリー劇場） - 五条幸人
- 大友宗麟〜心の王国を求めて（2004年、NHK総合） - 主演・大友宗麟 役
- テレビ朝日開局45周年記念企画 忠臣蔵（2004年、テレビ朝日・東映） - 主演・大石内蔵助
- 結婚詐欺殺人事件 信州千曲川殺意の旅情（2005年、テレビ朝日・土曜サスペンス特別企画） - 主演・八木沢庄一郎
- 踊る!親分探偵（2005年、フジテレビ） - 主演・橋場健二
  - 踊る!親分探偵 京都阿波踊り殺人事件（2006年、フジテレビ） - 主演・橋場健二
- 死亡推定時刻（2006年、フジテレビ） - 渡辺恒蔵
- 遠山の金さん（2007年、テレビ朝日・東映） - 主演・北町奉行 遠山景元
- 新・美味しんぼ（2007年1月、フジテレビ） - 海原雄山
  - 新・美味しんぼ Part2（2007年11月）
  - 新・美味しんぼ Part3（2009年11月14日）
- 新春ワイド時代劇（テレビ東京・東映）
  - 徳川風雲録 八代将軍吉宗（2008年1月2日） - 土屋主水之助
  - 柳生武芸帳（2010年1月2日「テレビ東京開局45周年記念」） - 柳生兵庫介
- 徳川家康と三人の女（2008年3月15日、テレビ朝日・東映） - 主演・徳川家康
- 主水之助七番勝負〜徳川風雲録外伝〜（2008年10月 - 12月、テレビ東京・東映） - 主演・土屋主水之助
- 任侠ヘルパー（2009年7月 - 9月、フジテレビ） - 鷹山源助
- ドラマスペシャル（テレビ朝日） 
  - 断絶（2009年10月3日） - 主演・剱持隆太郎
  - 忠臣蔵〜その男、大石内蔵助」2010年12月25日） - 土屋主税
  - 上意討ち 拝領妻始末（2013年2月9日、テレビ朝日開局55周年記念） - 浅野帯刀
- 土曜時代劇 まっつぐ 鎌倉河岸捕物控（2010年4月 - 8月、NHK総合） - 金座裏九代目親分・宗五郎
- 世にも奇妙な物語 21世紀 21年目の特別編「通算」（2011年5月14日、フジテレビ） - 主演・山岡武
- さだまさしドラマスペシャル「故郷 〜娘の旅立ち〜」（2011年7月5日、フジテレビ） - 佐伯寅夫
- 金曜プレステージ「鬼平犯科帳スペシャル 盗賊婚礼」（2011年9月30日、フジテレビ・松竹） - 長嶋の久五郎
- 37歳で医者になった僕〜研修医純情物語〜（2012年4月 - 6月、関西テレビ） - 佐伯毅彦
- 水曜ミステリー9「信州山岳刑事 道原伝吉」（2012年6月6日 - 2015年10月28日、テレビ東京） - 主演・道原伝吉
- 鬼平外伝 正月四日の客（2013年1月3日、時代劇専門チャンネル） - 亀の小五郎
- 鴨、京都へ行く。-老舗旅館の女将日記-（2013年4月 - 6月、フジテレビ） - 仲代公吉
- 黄金鯱伝説グランスピアー（2013年10月 - 12月、東海テレビ） - トリトン
  - 黄金鯱伝説グランスピアー 2ndシーズン 第五話（2014年、東海テレビ） - トリトン
- リーガルハイ（2013年10月 - 12月、フジテレビ） - 醍醐実
- 京都人情捜査ファイル（2015年4月 - 6月、テレビ朝日） - 岩瀬厚一郎
- Eテレ・ジャッジ　松平健の「お奉行さまッ！」メール編と合コン編二本立て（2015年5月、NHK） - お奉行様
- スペシャリスト 最終話（2016年3月17日、テレビ朝日） - 白河仙太郎
- 池波正太郎時代劇スペシャル「顔」（2016年6月4日、時代劇専門チャンネル） - 主演・木村十蔵[22]
- BS時代劇（NHK BSプレミアム）
  - 伝七捕物帳（2016年7月 - 9月） - 遠山左衛門尉
  - 伝七捕物帳2（2017年8月 - 9月） - 遠山左衛門尉
- せいせいするほど、愛してる（2016年7月 - 9月、TBS） - 三好嘉次[23]
- プレミアムドラマ（NHK BSプレミアム）
  - PTAグランパ!（2017年4月 - 5月） - 主演・武曾勤
  - PTAグランパ2!（2018年4月 - 5月） - 主演・武曾勤
- ドラマプレミア10 アノニマス〜警視庁“指殺人”対策室〜 第1話（2021年1月25日、テレビ東京） - 真田光洋
- 小河ドラマ 徳川☆家康 （2021年3月31日深夜 - 4月21日（全4話）、カンテレ / 時代劇専門チャンネル（2021年5月22日、一挙放送）） - 時代劇スタア・白川新太郎[24]
- しろめし修行僧（2022年4月9日 - 6月25日、テレビ東京） - 米田こしあん[25]
- あなたはだんだん欲しくなる（2022年7月7日 - 9月15日、BS-TBS） - 松宮健
- ザ・トラベルナース（2022年10月20 - 12月8日、テレビ朝日）- 天乃隆之介[26][27]
- 警部補ダイマジン（2023年7月7日 - 9月1日、テレビ朝日） - 雲田泰造[28]
- 下剋上球児（2023年10月15日 - 12月17日、TBS） - 賀門英助[29]
- 連続テレビ小説 おむすび（2024年9月30日 - 、NHK総合） - 米田永吉[30][31]
- 鬼平犯科帳 本所・桜屋敷（2024年1月8日、時代劇専門チャンネル） - 松岡重兵衛[32]

#### バラエティ番組
- 新説!歴史将軍（2004年6月、フジテレビ） - 司会
  - マツケン&くりぃむの珍説!奇天烈学会（2004年11月、フジテレビ） - 司会
- バニラ気分!『マツケン・今ちゃん・オセロのGO!GO!サタ』（2005年 - 2009年、フジテレビ） - 司会
- 検索!まつだいら軒（2010年6月15日、テレビ東京） - 司会
- 時代劇専門チャンネル - 松平健特集など
- しまじろうのわお!（2013年4月・5月、テレビせとうち） - 「バシッとキメたいそう」
- スイッチ!（2022年4月4日 - 、東海テレビ） - 「マツケンさんぽ」→「健さんの福袋」

他多数

#### 教養番組
- 料理人・松平健 にっぽん 食の道（2016年4月14日 - 2017年3月30日、BS日テレ） - 旅人
- 今を生きる・時代の先駆者たち 高将の名言（2016年4月 - 9月、BSジャパン） - 司会・インタビュアー
- 松平健・高将の名言（2016年10月2日 - 2017年9月24日、BSジャパン） - 番組ホスト
- 宝刀〜日本人の魂と技〜（2018年4月28日 - 、三重テレビ）
- 歩けマツケン!〜松平健の諸国漫遊（2019年11月 - 、CS旅行専門チャンネル）

#### 音楽番組
- 夜のヒットスタジオ（1982年3月29日、フジテレビ） - 「紙の指輪」を引提げて出演。
- ヒットパレード90's（1991年4月26日、フジテレビ） - スペシャルゲストで出演。
- ベストヒット歌謡祭（2004年11月27日、読売テレビ）
- 2004FNS歌謡祭（2004年12月1日、フジテレビ） - 瞬間最高視聴率[要出典]
- 1億3000万人が選ぶ!ベストアーティスト2004（2004年12月15日、日本テレビ）
- 第46回輝く!日本レコード大賞（2004年12月31日、TBSテレビ・ラジオ） - 特別賞
- 第55回NHK紅白歌合戦（2004年12月31日、NHK総合・ラジオ第1） - 白組で出場。歌手別最高視聴率[33]。
- 速報!歌の大辞テン（2005年1月19日、日本テレビ）
- 第19回日本ゴールドディスク大賞（2005年3月10日、NHK・NHK-BS2 / 総合テレビ、3月16日）
- うたばん（2005年5月5日、TBS）
- ミュージックステーション（2005年10月7日（スペシャル）・2006年6月2日・2021年8月20日（スペシャル）、テレビ朝日）
- 決定!2005年・上半期ヒットソング30・青木さやか・キングコング秋のアーティスト祭!!（2005年9月14日、日本テレビ）
- 第38回年忘れにっぽんの歌（2005年12月31日、テレビ東京） - マツケンサンバI・II・IIIのメドレーを熱唱。
- ミューズの晩餐（テレビ東京） - 2009年2月21日
- NHK歌謡コンサート（NHK総合） - 2009年9月15日
- ミュージックステーションウルトラFES 2018（2018年9月17日、テレビ朝日）
- THE MUSIC DAY 2019 〜時代〜（2019年7月6日、日本テレビ）
- 第72回NHK紅白歌合戦（2021年12月31日、NHK総合・ラジオ第1） - 特別枠で出場。

##### NHK紅白歌合戦出場歴
| 年度   | 放送回 | 回 | 曲目                                        | 出演順   | 対戦相手 | 備考     |
| ------ | ------ | -- | ------------------------------------------- | -------- | -------- | -------- |
| 2004年 | 第55回 | 初 | マツケンサンバII                            | 21/28    | 一青窈   |          |
| 2021年 | 第72回 | 2  | マツケンサンバII ザ・カラフルREMIX（2回目） | 特別企画 | なし     | 前半トリ |

#### 特別番組
- 24時間テレビ 愛は地球を救う47（2024年8月31日 - 9月1日、日本テレビ）[34]

#### テレビアニメ
- ドラえもん（2013年1月11日、テレビ朝日・シンエイ動画、第2期） - マスタード警部　※ 2013年ドラえもんの映画キャラクターで告知出演。
- 暴れん坊力士!!松太郎（2014年、テレビ朝日・東映アニメーション） - 主演・坂口松太郎、オープニング主題歌歌唱

#### 人形劇
- ざわざわ森のがんこちゃん エピソード0（2016年12月31日、NHK Eテレ） - シンとスイの父

### ラジオ
- サントリーシアター ZERO-HOUR「四十七人の刺客」（2003年、J-WAVE） - 朗読
- FMシアター「唐木屋一件のこと」（2003年7月5日、NHK-FM） - 奉行・佐野助右衛門[35]
- 松平健のマツケンラジオ（2025年1月4日、NHKラジオ第1）

### 演劇
- 王様と私（1988年 - 1990年） - 王様（シャム王）
- 暴れん坊将軍-二人吉宗-　唄う枕草紙（2012年1月） - 徳川吉宗、清次 （2役）
- 風と共に去りぬ（1986年） - レット・バトラー
- DRACULA（2008年） - ドラキュラ伯爵
- 座頭市・唄う絵草子（2009年） - 座頭市
- 忠臣蔵（2010年） - 大石内蔵助
- アンタッチャブル（2011年5月） - アル・カポネ
- 遠山の金さん
- 王様と私（2012年 - 2014年） - 王様（シャム王）
- 三匹のおっさん（2015年） - キヨ
- 祇園の姉妹（2016年） - 古沢新兵衛
- キス・ミー・ケイト（2017年&2018年） - フレッド
- サザエさん（2019年） - 磯野波平
  - サザエさん 再演（2025年）[36]
- ニュージーズ（2021年）- ピュリツァー[37][38]
- ようこそ、ミナト先生（2022年） - 植村久志[39]
- 明治座創業150周年記念前月祭 大逆転!大江戸桜誉賑（2023年3月4日 - 28日、明治座）[40] - 亀井御門守 [41]
- 日本テレビ開局70年記念舞台「西遊記」（2023年 - 2024年） - 牛魔王[42]
- 松平健芸能生活50周年記念公演（2024年）[43]
- 大逆転！戦国武将誉賑（2025年公演予定） - 織田信長[44][45]
- 松平健×コロッケ45周年特別公演（2026年公演予定）[46]

### CM
2021年に「マツケンサンバ」が再ブレイクした直後は、ほとんどのCMが「マツケンサンバ」をアレンジしたCM・あるいはその衣装で出演するCMが大半である。例として、「マツケンアリマ66」「マツケンサンブレイク」「マツケンルンバ」など。
- トヨタ自動車「ビスタ」（1982年）
- コナカ（1985年 - 1996年）
- 富士フイルム「フジカラー ポストカード」（2004年 - 2005年）
- 任天堂「ドンキーコンガ3 食べ放題!春のもぎたて50曲」（2005年）
- ノバルティスファーマ「爪白癬」（2005年 - 2006年）
- メガネトップ（2005年）
- 味の素「パルスイート」（2006年）
- 全国酒販協同組合連合会（2006年）
- 藤商事「CR暴れん坊将軍2」（2006年 - 2008年）
- JAグループ岩手「岩手県南産 ひとめぼれ」（2006年 - 2007年）
- 農林中央金庫「JAバンク」（2007年 - 2008年）
- サントリー
  - 冬道楽（2008年 - 2011年）
  - オールフリー（2013年 - 2014年）
- 時代劇専門チャンネル（2009年  2018年 - 2020年） - チャンネルオリジナルCM
- レオパレス21（2009年 - 2010年） - レレレのおじさんに扮して登場
- 東京都・警視庁「振り込め詐欺撲滅」（2009年）
- 三幸製菓「三幸劇場〜三つの幸せ物語〜」（2010年 - 2017年）
- ネクソン「マビノギ」（2012年）
- ジャパンケーブルネット（2012年 - 2013年）[47][48]
- アートネイチャー（2013年 - 2017年）
- KDDI（2013年 - 2014年）
- 内閣府「消費者ホットライン」（2013年 - 2018年） - 未然奉行 役
- 財務省「個人向け国債」（2014年）
- 森永製菓「大人に贅沢チョコボール」（2014年 - 2015年）
- 愛知県（2015年 - 2021年）
- スシロー「まぜそば」（2018年）-「マゼケン」として出演
- RIZAP（2020年 - ）
- 厚生労働省「特定健診・特定保健指導」（2021年 - 2022年）
- 松屋フーズ「マツベン」（2021年 - 2022年）[49]
- 日本中央競馬会「有馬記念」（2021年 - ）
- 日本薬健「金の青汁」（2022年）
- アフラック生命保険「生きるためのがん保険  ALL-inプラス」（2022年） - 櫻井翔と共演
- カプコン「モンスターハンターライズ サンブレイク」（2022年 - 2023年）
- ビックカメラ・コジマ「3日間限定 9/23(金)・24(土)・25(日) メガセール」（2022年）[50]
- タマホーム（2022年 - ）[51]
- ロッピングライフ「睡眠枕」（2023年 - ）
- Happy Elements「あんさんぶるスターズ!Music」（2023年）
- DMM.com「DMMオンクレ」（2023年）
- パルコ 「2024冬 グランバザール」（2023年 - 2024年）[52]
- ライオン「オーラルケアはきっとコ・レ!」（2024年 - ）
- イオン「超!ナツ夏祭り2024」（2024年 - ）
- P&Gジャパン「ボールド ジェルボール」（2025年 - ） - 菊池風磨と共演

### 劇場アニメ
- 豆富小僧（2011年） - 見越し入道
- 映画ドラえもん のび太のひみつ道具博物館（2013年） - マスタード警部[53]
- 空の青さを知る人よ（2019年） - 新渡戸団吉[54]

### 吹き替え
- X-MEN:アポカリプス（2016年） - エン・サバ・ヌール / アポカリプス〈オスカー・アイザック〉[55]
- ウォンカとチョコレート工場のはじまり （2023年） - ウンパルンパ（ヒュー・グラント）[56]

### イベント
- 金沢百万石まつり（2001年7月7日）
- 神宮外苑花火大会（2004年、2006年）
- 愛・地球博（2005年）
- a-nation2007（2007年8月26日、東京公演2日目） - シークレットゲストとして登場
- 第1回 川口宿 鳩ヶ谷宿 日光御成道まつり（2012年） - 徳川吉宗役で出演
- 赤穂義士祭（2013年、2014年） - 忠臣蔵パレードの義士行列において、2年連続で大石内蔵助役で出演
- 第2回 川口宿 鳩ヶ谷宿 日光御成道まつり（2014年） - 徳川吉宗役で出演

### ゲーム
- 仮面ライダー バトライド・ウォーII（2014年6月、PS3・Wii U） - 徳川吉宗 役
- STARHORSE3 SeasonIV Dream on The Turf（2015年12月、メダルゲーム） - 徳川吉宗 役[57]
- 23/7 トゥエンティ スリー セブン（2018年3月19日、iOS・Android） - ウォーダン 役[58]

### インターネット動画
- 「こちらマツケン。こちら愛知県」 - 愛知県観光PR動画
- 「アワーホーム｣  - 水間鉄道ドラマ製作委員会 - 木島公平 役
- GAME OF SPY（2022年初夏配信予定、Amazon Prime Video）- 高原隆一[59]
- 【モンスターハンターライズ：サンブレイク】発売記念MV「マツケンサンブレイク」[60]

## ディスコグラフィー

### シングル
1. 夜明けまで（1980年11月。デビュー曲。テレビ朝日系テレビドラマ『走れ!熱血刑事』主題歌）
2. 紙の指輪（1982年）
3. そのままのお前であればいい（1982年）
4. 花〜すべての人の心に花を〜（1984年）
5. マツケン音頭（1984年）
6. 夜明け（1985年）
7. 再会物語（1985年）
8. マツケン数え歌（1987年）
9. マツケンマンボ（1987年）
10. マツケン小唄（1989年）
11. マツケンでGO!（1991年）
12. 夢灯り（1992年。暴れん坊将軍挿入歌）
13. マツケンサンバI（1992年）
14. マツケンサンバII（1994年） ※会場限定・ファンクラブ限定
15. やじろべえ（1995年）
16. 次郎長・お蝶ふたり笠（1995年） - 真木由布子とのデュエット
17. 千代紙（1996年）
18. ぬくもり（1997年）
19. 北のともしび（1999年）
20. マツケンサンバII（2004年）オリコン3位
21. マツケンサンバIII（2005年）オリコン17位
22. マツケンのAWA踊り（2006年）オリコン99位、2024年オリコン11位
23. マツケンのええじゃないか（2006年） ※愛知県豊橋市限定発売
24. 恋、二の次に（2007年） - テレビ朝日「遠山の金さん」主題歌
25. マツケンパラパラ〜俺様ゲーム〜（2007年）オリコン106位 ※“KEN MATSUDAIRA”名義
26. 燃えよドラゴンズ! 2008／マツケン燃えドラ盆おどり（2008年） - 中日ドラゴンズ2008応援歌。オリコン60位
27. 星空のハネムーン（2008年）オリコン183位
28. 手をつなごう〜マツケン×仮面ライダーサンバ〜（2011年） ※映画『劇場版 仮面ライダーオーズ WONDERFUL 将軍と21のコアメダル』主題歌[61]）。オリコン26位
29. マツケンマハラジャ／マツケンカレー（2011年） - オリコン109位。オリエンタルからコラボ製品「マツケンカレー」が期間限定発売された
30. 日本人応援歌（2012年）
31. マツケンサンバ4/マツケンの大繁盛（2014年）
32. 札幌哀愁（2014年）オリコン105位
33. 昇竜 -いざゆけ ドラゴンズ- （2015年） - 中日ドラゴンズ公式球団歌
34. むらさき山哀歌（2016年）
35. マツケン・アスレチカ（2019年）-スカパー!「歩け!マツケン 〜松平健の諸国漫遊〜」テーマ曲
36. 北慕情/松山の夜（2020年）
37. パンダピラニア（2023年） -「ドラフトコント2022」（フジテレビ系）の「チーム長田」（長田庄平、KAƵMA（しずる）、嶋佐和也（ニューヨーク）、賀屋壮也（かが屋）、岡野陽一）のコントで起用された楽曲『Panda Piranha』を松平がカバー。配信限定曲。
38. マツケンサンバⅡ×行くぜっ！怪盗少女 -TeddyLoid ULTRA MASHUP ver.-（2023年） - 「松平健・TeddyLoid・ももいろクローバーZ」名義の配信限定曲

### アルバム
1. 黎明（1980年）
2. 夜明けまで（1980年）
3. 若獅子の旅立ち（1982年）
4. 若獅子は咆哮ゆ（1982年）
5. 花〜すべての人の心に花を〜（1984年）
6. 五月の雨（1985年）
7. 男の美学（1994年）
8. ぬくもり（1997年）
9. 斬って候（2000年）
10. MATSUKEN DANCE TRACKS（2003年）
11. THE VOICE 〜セルフカバー・ベストアルバム〜（2005年）
12. 松平健 華麗なる11変化（2009年）

### 参加作品
- 空の青さを知る人よ オリジナルサウンドトラック
  - 新渡戸団吉（CV：松平健）「やってきました色男〜団吉とハイ！チーズ〜 Movie Ver.」

## 書籍
- マツケンレシピ 刀を包丁に持ち替えた（2006年4月、フジテレビ出版）ISBN 978-4-59405-081-8
- マツケンレシピ2 カンタン豪華なおもてなしごはん（2007年9月、扶桑社）ISBN 978-4-594-05470-0
- マツケンサンバのハッピーまちがいさがし（2024年7月、幻冬舎）ISBN 978-4-34404-334-3
- 明るく前向きに生きるためのマツケンガイドブック（2025年5月、玄光社、ペリー荻野監修）ISBN 978-4-7683-3016-6

## 関連商品

### 漫画
- マツケンクエスト 〜異世界召喚されたマツケン、サンバで魔王を成敗致す〜（原作：林たかあき、漫画：遠田マリモ、『月刊少年チャンピオン』2023年12月号[62][63] - 2025年7月号[64]、秋田書店、既刊4巻）

### 食品
- マツケンカレー（2012年）

## 受賞歴
- エランドール新人賞（1980年）
- 第29回菊田一夫演劇賞（2003年）
- 第46回松尾芸能賞 大賞（2025年）[65]
- 第14回日本映画批評家大賞主演男優賞（2005年）[66]